# 白旗城
白旗城（しろはたじょう、しらはたじょう）は、播磨国赤穂郡白旗（現在の兵庫県赤穂郡上郡町赤松）にあった日本の城（山城）。「赤松氏城跡」の1つとして国の史跡に指定されている。室町時代に播磨国白旗山（標高440m）に築かれ、播磨守護赤松氏の居城となる。

## 概要
築城期には二つの説があり、鎌倉時代末期に赤松則村（円心）が護良親王（大塔宮）の令旨を受け鎌倉幕府打倒の軍を挙げた時に築いたという説（1333年説）。もうひとつは、則村が幕府滅亡後に成立した建武政権から離反した足利尊氏に従い、宮方の新田義貞の西進を食い止めるために築いた説（1335年説）。
赤松円心はこの城に籠もり、古典『太平記』に拠れば、東上する足利軍を迎え撃つ新田軍約六万を五十日あまりの間足止めさせ、湊川の戦いでの足利軍勝利に貢献したという。
他にも諸説があるが、有力なのは1335年説である。1361年には、赤松則祐が南朝方の襲撃で京都を逃れた春王（足利義満）らを避難させたという。嘉吉元年（1441年）、赤松満祐は将軍足利義教を討伐するとして白旗城で挙兵したが、幕府軍に攻められて落城する（嘉吉の乱）。
享徳3年（1454年）、赤松則尚は白旗城に入り、矢野荘に年貢を納めるよう命じた。また城の修築・改修のために人夫も徴用している。
明応8年（1499年）、守護代・浦上則宗は赤松義村を擁して白旗城に入る。同年、浦上宗国は則宗らが籠もる白旗城を攻めるも、則宗の家臣の宇喜多能家の働きによって撤退させられた。
永正4年（1507年）、赤松氏の御一家衆赤松播磨守家当主・赤松播磨守勝範（大河内勝範）が白旗城に拠って反旗を翻すも、義村の攻撃によって落城する。
永正17年（1520年）、赤松義村が白旗城を拠点に美作国岩屋城を攻めるも撤退。この頃の記録を最後に白旗城の名は歴史上から消える。

## 構造
標高約440ｍの白旗山上から尾根・谷部にかけて、東西約350ｍ、南北約850ｍにわたって築かれた連郭式山城で、白旗城の曲輪と縄張は、本丸・二の丸・三の丸で形成されており、他にも馬場丸・侍屋敷等がある。三の丸の近くに、罪人を突き落とす「千人落とし」があり、本丸と三の丸の間に夏でも水が涸れることの無い「光火の井」があったが、今ではもう枯れて塞がれている。城へ上るには、赤松方面からは「ひばら谷（西）」「ふねが谷」を通り、鞍居方面からは「よね谷」「ひばら谷（東）」「くらの谷」「ぼう谷」「ひよごり」を通る。

## その他
毎年11月23日に、麓の赤松地区で白旗城まつりが開催される。

## 交通
- 智頭急行智頭線・河野原円心駅から登城口まで徒歩30分
- 播磨自動車道・播磨新宮ICから30分

## 参考資料
- 上郡町史